# Utako Okamoto

Utako Okamoto

Utako Okamoto (japanisch 岡本 歌子 Okamoto Utako, geb. 1. April 1918 in Tokio, Japanisches Kaiserreich; gest. 21. April 2016 in Kobe, Japan) war eine japanische Ärztin, die als medizinische Wissenschaftlerin arbeitete und in den 1950er Jahren auf der Suche nach einem Medikament zur Behandlung von Blutungen nach der Geburt (postpartale Hämorrhagie) Tranexamsäure entdeckte. Nachdem sie 1962 ihre Ergebnisse veröffentlicht hatte, wurde sie Vorsitzende an der Kōbe-Gakuin-Universität, wo sie von 1966 bis zu ihrer Pensionierung im Jahr 1990 arbeitete. Okamotos Karriere wurde durch ein sehr männerdominiertes Umfeld behindert. Zu Lebzeiten konnte sie die Geburtshelfer in Kobe nicht davon überzeugen, das Antifibrinolytikum zu erproben, das 2009 in die WHO-Liste der unentbehrlichen Arzneimittel aufgenommen wurde. Sie erlebte den Beginn der Studie mit Tranexamsäure an 20.000 Frauen mit postpartalen Blutungen im Jahr 2010, starb aber vor deren Abschluss im Jahr 2016 und der Veröffentlichung der von ihr vorhergesagten Ergebnisse zur Verhinderung von Todesfällen durch Tranexamsäure im Jahr 2017.

## Ausbildung
Okamoto begann 1936 ein Studium der Zahnmedizin. Schon bald wechselte sie zur Medizin und schrieb sich an der Tokyo Women's Medical University ein, wo sie im Dezember 1941 ihren Abschluss machte.

## Berufsleben
Im Januar 1942 begann Okamoto als Forschungsassistentin an der Tokyo Women's Medical University mit der Erforschung des Kleinhirns unter der Leitung eines Neurophysiologen, der „viel mehr Möglichkeiten für [Frauen] schuf, als es zu dieser Zeit sonst gab“. Nach dem Zweiten Weltkrieg bzw. dem Zweiten Chinesisch-Japanischen Krieg im Jahr 1945 wechselte sie an die Keiō-Universität in Shinanomachi in Tokio. Da die Ressourcen knapp waren, wechselten sie und ihr Mann Shosuke Okamoto zur Forschung über Blut: „Wenn es nicht genug davon gab, konnten wir einfach unser eigenes verwenden“. Sie hofften, ein Mittel gegen die postpartale Blutung zu finden, ein wirksames Mittel, um Blutungen nach der Geburt zu stoppen. Sie begannen mit der Untersuchung von Epsilon-Amino-Caproinsäure (EACA). Dann untersuchten sie eine verwandte Chemikalie, 1-(Aminomethyl)-cyclohexan-4-carbonsäure (AMCHA), auch bekannt als Tranexamsäure. Die Okamotos fanden heraus, dass sie 27-mal so stark und damit ein vielversprechendes blutstillendes Mittel ist und veröffentlichten ihre Ergebnisse 1962 im Keio Journal of Medicine.
1966 erhielt Okamoto einen Lehrstuhl an der Kōbe-Gakuin-Universität. 1980 gründete sie zusammen mit Shosuke, der ebenfalls in Kobe arbeitete, ein lokales Komitee für Projekte über Thrombose und Hämostase. 1990 ging sie an der Universität in den Ruhestand. Nachdem ihr Mann 2004 gestorben war, leitete sie das Komitee bis 2014. Sie konnte die Geburtshelfer nie davon überzeugen, das Medikament bei postpartalen Blutungen zu testen.

## Errungenschaften
Nachdem der Wert von Tranexamsäure jahrelang nicht anerkannt wurde, wurde es 2009 in die WHO-Liste der unentbehrlichen Medikamente für die Herzchirurgie aufgenommen.
Im Jahr 2010 zeigte eine große randomisierte, kontrollierte Studie bei Traumapatienten den bemerkenswerten Nutzen von Tranexamsäure, wenn sie innerhalb von drei Stunden nach der Verletzung verabreicht wird. Ebenfalls 2010 begann die WOMAN-Studie (World Maternal Antifibrinolytic), eine randomisierte, doppelblinde, placebokontrollierte Studie mit Tranexamsäure bei 20.060 Frauen mit postpartalen Blutungen. Die Rekrutierung wurde 2016 abgeschlossen und im April 2017 wurden die Ergebnisse veröffentlicht. Sie zeigten, dass Tranexamsäure die Sterblichkeit bei den 10 036 behandelten Frauen im Vergleich zu den 9985 mit Placebo behandelten Frauen verringerte, ohne dass es zu unerwünschten Nebenwirkungen kam.

## Hindernisse
Im männerdominierten Japan musste Okamoto gegen Sexismus kämpfen. In der Anfangsphase ihrer Karriere hatte sie einen Vorgesetzten, der Frauen in der Wissenschaft wohlgesonnen war.
Sie und eine Mitarbeiterin wurden jedoch aufgefordert, eine pädiatrische Konferenz zu verlassen, weil die Veranstaltung nicht für „Frauen und Kinder“ (onna kodomo) sei. 2012 sagte sie in einem Interview, dass sie den Begriff nie zuvor gehört hätte. Nachdem sie ihre Forschung zum ersten Mal präsentiert hatte, wurde sie von den männlichen Zuhörern verspottet, indem sie fragten, ob sie für sie tanzen würde.
In dem Videointerview sagte Okamoto: „Männer sind sich immer der grundlegenden Unterschiede zwischen Männern und Frauen bewusst und können daher nicht anders, als sich für überlegen zu halten. Also habe ich das zu meinem Vorteil genutzt, indem ich ihre Egos gestreichelt habe. […] Bis [ich ein Kind bekam] konnte ich die Nachteile des Frauseins ausgleichen, indem ich länger arbeitete – 10 Stunden pro Tag statt der 8, die die Männer arbeiteten.“ An der Keio-Universität konnte sie keine Tagesbetreuung für ihre Tochter finden und brachte sie ins Labor, „[in der Hoffnung], dass sie sich benehmen würde“. Sie trug sie als Säugling auf dem Rücken, während sie im Labor arbeitete.

## Privatleben
Utako Okamoto war mit Shosuke Okamoto verheiratet und hinterließ bei ihrem Tod eine Tochter, Kumi Nakamura. Sie hatte eine Fehlgeburt, die ihrer Meinung nach nicht auf Überarbeitung zurückzuführen war, sondern darauf, dass sie „zu spät von der Arbeit nach Hause kam“. Ian Roberts, Professor für Epidemiologie und öffentliche Gesundheit an der London School of Hygiene & Tropical Medicine, der die Traumastudie 2010 koordiniert hatte, besuchte die damals 92-jährige Okamoto in Japan. Er sagte, dass er „einen faszinierenden Charakter vorfand, sehr lebhaft und energisch und immer noch sehr engagiert in der Forschung, bei Treffen mit Forschern und beim Lesen von Zeitschriftenartikeln“.